# Peter Rock (Musiker)

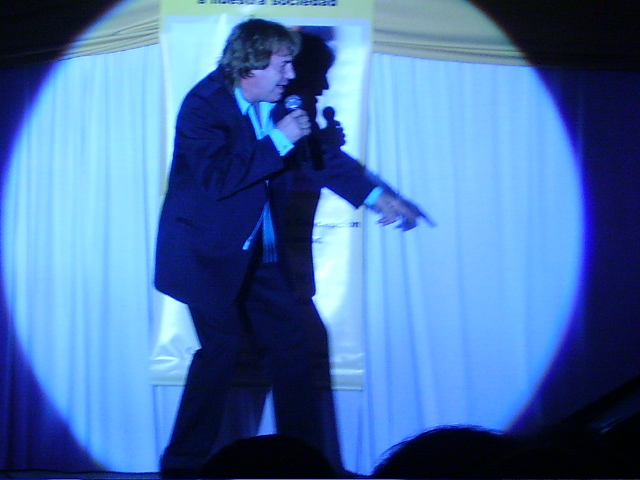
Peter Rock, 2006

Peter Rock (* 4. September 1945 in Wien als Peter Mociulski von Remenyik; † 16. April 2016 in Viña del Mar) war ein chilenischer Sänger österreichischer Herkunft. Ein Spitzname war El Faraón del Rock (Pharaoh des Rock). Er war der Onkel des Rock-Gitarristen Alain Johannes.

## Biografie
Als Sohn österreichischer Emigranten kam Peter Rock 1955 mit seiner Familie nach Santiago. Er brach seine Schulausbildung am Liceo José Victorino Lastarria ab, um sich ganz der Musik zu widmen. Er nahm an Radiosendungen und Liveauftritten teil und gründete die Gruppe Los Lyons. Seine Karriere als "el Elvis chileno" (chilenischer Elvis) begann 1959 mit dem Album A Date with Elvis. Sein erster Hit in Chile war ein Cover von Such a Night, einem Hit von Elvis Presley. Weitere Cover folgten: Nena, no me importa, Algo pasó en mi corazón, La dee dah und Ojalá. Sein erster spanischer Erfolgshit war die Ballade Entre la arena y el mar (von Jorge Pedreros, seinem Partner von den Los Lyons). Der nächste Hit war Recuerdos de juventud. Im Jahr 1965 war er auf Europatour. Er kehrte 1979 nach Chile zurück und nahm an der Fernsehsendung Jappening con ja teil. Während der 1980er Jahre trat er in mehreren Fernsehsendungen auf, darunter auch beim Festival International de la canción de Viña del Mar 1990.
Ende 2004 veröffentlichte Peter Rock ein Album mit Coverversionen von Rock-’n’-Roll-Klassikern mit dem Namen Rock ’n’ Roll is alive. Im Jahr 2005 nahm er an der TV-Show Rojo Vip auf TVN teil.
Anfang 2014 drehte er den Film Blood Sugar Baby und debütierte als Schauspieler in der Rolle von Don Fabiano. Bevor der Film in den Kinos ausgestrahlt wurde, gab es eine Ausstellung im Oktober des gleichen Jahres beim Santiago Film Festival (SANFIC). Peter Rock besuchte die Ausstellung und gab seinen sich verschlechternden Gesundheitszustand bekannt. Ursprünglich nahm man an, es sei Polyneuropathie. Eine spätere genauere Diagnose bestätigte Amyotrophe Lateralsklerose (ALS).
Peter Rock starb am 16. April 2016 in Viña del Mar.

## Teilnahme anMi nombre es… VIP
Am 12. Juli 2012 sang er für die dritte Staffel der TV-Show Mi nombre es… vor, wobei er Louis Armstrong imitierte und sich für das Halbfinale qualifizierte.
| Etappe      | Datum             | Titel                  | Ergebnis     |
| ----------- | ----------------- | ---------------------- | ------------ |
| Audition    | 12. Juli 2012     | What a Wonderful World | Qualifiziert |
| Tagesfinale | 12. Juli 2012     | Hello, Dolly!          | Qualifiziert |
| Halbfinale  | 6. September 2012 | Cabaret                | Qualifiziert |

## Diskografie
- 1960: Nena, No Me Importa / Algo Pasó... (En Mi Corazón)
- 1962: Muchachito Triste / Ay, Ay, Ay
- 1963: No Me Dejes Ahora / Entre La Arena Y El Mar
- 1979: Baila Conmigo (Dance With Me) / Maria Madgalena
- 196?: Zig Zag Twist / La Deeh Dah
- 196?: Mi Angelito / Recuerdos de Juventud